# Adriatik Hoxha
Adriatik Hoxha (ur. 9 stycznia 1990) – albański lekkoatleta, kulomiot.
W 2009 był jedynym reprezentantem swojego kraju podczas mistrzostw świata w Berlinie. Reprezentant Albanii na Igrzyskach Olimpijskich w Londynie. Wielokrotny rekordzista Albanii. Złoty medalista mistrzostw Albanii oraz reprezentant kraju na drużynowych mistrzostwach Europy. Zawodnik klubu Kolonje Lushnje.

## Osiągnięcia
| Rok  | Impreza                                   | Miejsce   | Konkurencja    | Pozycja           | Wynik |
| ---- | ----------------------------------------- | --------- | -------------- | ----------------- | ----- |
| 2009 | Igrzyska śródziemnomorskie                | Pescara   | pchnięcie kulą | 11. miejsce       | 16,02 |
| 2009 | Mistrzostwa świata                        | Berlin    | pchnięcie kulą | el. – 35. miejsce | 15,89 |
| 2010 | III liga drużynowych mistrzostw Europy    | Marsa     | pchnięcie kulą | 4. miejsce        | 17,60 |
| 2011 | III liga drużynowych mistrzostw Europy    | Reykjavík | pchnięcie kulą | 6. miejsce        | 16,26 |
| 2011 | Mistrzostwa krajów bałkańskich            | Sliwen    | pchnięcie kulą | 8. miejsce        | 16,40 |
| 2012 | Halowe mistrzostwa krajów bałkańskich     | Stambuł   | pchnięcie kulą | 6. miejsce        | 17,58 |
| 2012 | Mistrzostwa Europy                        | Helsinki  | pchnięcie kulą | el. – 24. miejsce | 17,00 |
| 2012 | Igrzyska olimpijskie                      | Londyn    | pchnięcie kulą | el. – 36. miejsce | 17,58 |
| 2012 | Halowe mistrzostwa krajów bałkańskich     | Stambuł   | pchnięcie kulą | 8. miejsce        | 17,01 |
| 2013 | Halowe mistrzostwa Europy                 | Göteborg  | pchnięcie kulą | el. – 24. miejsce | 17,01 |
| 2014 | III liga drużynowych mistrzostw Europy    | Tbilisi   | pchnięcie kulą | –                 | NM    |
| 2014 | III liga drużynowych mistrzostw Europy    | Tbilisi   | rzut dyskiem   | 12. miejsce       | 37,01 |
| 2015 | III liga drużynowych mistrzostw Europy    | Baku      | pchnięcie kulą | 9. miejsce        | 14,60 |
| 2015 | III liga drużynowych mistrzostw Europy    | Baku      | rzut dyskiem   | –                 | DNS   |
| 2025 | III dywizja drużynowych mistrzostw Europy | Maribor   | rzut dyskiem   | 11. miejsce       | 39,65 |

## Rekordy życiowe
- Pchnięcie kulą – 18,90 (2013) rekord Albanii
- Pchnięcie kulą (hala) – 17,58 (2012) rekord Albanii[3]